# Teorie monotopního původu taxonů
Teorie monotopního původu taxonů je teorie založená na tom, že organismy, resp. druhy vznikly a vznikají na jednom místě v tzv. „primárním genetickém centru“. Následně dochází k migraci taxonu a zvětšování jeho areálu rozšíření. Místa, kde prodělává taxon významné evoluční proměny, se nazývají „sekundární genetická centra“. Tato teorie nalézá své uplatnění při studiu disjunktivních areálů a hledání genetického centra areálu.